# Клејтон (Мичиген)
Клејтон (енгл. Clayton) град је у америчкој савезној држави Мичиген.

## Демографија
По попису из 2010. године број становника је 344, што је 18 (5,5%) становника више него 2000. године.
| Група             | 2000.       | 2010.       |
| Белци             | 311 (95,4%) | 312 (90,7%) |
| Афроамериканци    | 1 (0,3%)    | 6 (1,7%)    |
| Азијати           | 0 (0,0%)    | 1 (0,3%)    |
| Хиспаноамериканци | 8 (2,5%)    | 19 (5,5%)   |
| Укупно            | 326         | 344         |